# Anton Koezmin
Anton Koezmin (Kazachs: Антон Кузьмин) (Taldıqorğan, 20 november 1996) is een Kazachse wielrenner die in 2020 en 2021 als beroepsrenner uitkwam voor het Russische Gazprom-RusVelo. De Kazach reed hiervoor in dienst van het Kazachse Astana City en voorloper Seven Rivers Cycling Team.

## Overwinningen
2018
Jongerenklassement Bałtyk-Karkonosze-Tour
2022
Grand Prix Cappadocia
2023
3e etappe Ronde van Thailand
2025
 Aziatisch kampioen gemengde ploegentijdrit, elite

## Resultaten in voornaamste wedstrijden
| Jaar | Ronde van Italië | Ronde van Frankrijk | Ronde van Spanje |
| ---- | ---------------- | ------------------- | ---------------- |
| 2020 |                  |                     |                  |
| 2021 |                  |                     |                  |
| 2022 |                  |                     |                  |
| 2023 |                  |                     |                  |
| 2024 |                  |                     |                  |
| 2025 | 147e             |                     |                  |

| Jaar | Luik-Bast.‑Luik | Ronde van Lombardije | Waalse Pijl |  | WK op de weg |
| ---- | --------------- | -------------------- | ----------- |  | ------------ |
| 2020 |                 | opgave               |             |  |              |
| 2021 |                 |                      |             |  |              |
| 2022 |                 |                      |             |  |              |
| 2023 |                 |                      |             |  |              |
| 2024 |                 |                      |             |  | opgave       |
| 2025 | opgave          |                      | opgave      |  |              |

## Ploegen
- 2015 –  Seven Rivers Cycling Team
- 2016 –  Astana City
- 2017 –  Astana City
- 2018 –  Astana City
- 2019 –  Astana City
- 2020 –  Gazprom-RusVelo
- 2021 –  Gazprom-RusVelo
- 2022 –  Almaty Cycling Team
- 2023 –  Almaty Astana Motors
- 2024 –  Astana Qazaqstan
- 2025 –  XDS Astana Team

Bojev · Canola · D. Cima · I. Cima · Karaljok · Koelikov · Koelikovski · Koerjanov · Koezmin · Koeznetsov · Nekrasov · Nych · Rikoenov · Rovny · Rybalkin · Scaroni · Sjaloenov · Strachov · Tsjerkasov · Tsjernetski · Velasco
Bojev · Canola · D. Cima · I. Cima · Dversnes · Kotsjetkov · Kreuziger · Koezmin · Vjatsjeslav Koeznetsov · Lucca · Lunder · Nekrasov · Nych · Rikoenov · Rovny · Scaroni · Sjaloenov · Strachov · Strachov · Tsjerkasov · Tsjernetski · Mathias Vacek · Velasco · Zakarin
Ballerini · Battistella · Bettiol (vanf 15/8) · Bol · Brusenskii · Cavendish · Charmig · Fjodorov · Fortunato · Garofoli · Gazzoli · Giditş · Groezdev · Kanter · Koezmin · López · Loetsenko · Maroechin · Mulubrhan · Mørkøv · Pronskii · Scaroni · Schelling · Selig · Syritsa · Tejada · Tsjzjan · Umba · Velasco · Vinokoerov · Goyo (stagiair) · Smirnov (stagiair) · Trezise (stagiair)